# 丰业大楼
丰业大楼建于1920年，位于当时的天津法租界的圣路易路（Rue Saint Louis）（今和平区营口道10-12号）。该建筑现为一般保护等级历史风貌建筑。该建筑现为天津市交通集团办公楼。